# Nonyma grisescens
Nonyma grisescens är en skalbaggsart som beskrevs av Stefan von Breuning 1969. Nonyma grisescens ingår i släktet Nonyma och familjen långhorningar. Inga underarter finns listade i Catalogue of Life.